# L'uomo che ride (film 1928)
L'uomo che ride (The Man Who Laughs) è un film muto del 1928 diretto da Paul Leni e tratto dal romanzo omonimo di Victor Hugo.

## Trama
Inghilterra, 1690. Lord Clancharlie, appena ritornato in patria dall'esilio, viene catturato per ordine di re Giacomo II e accusato di tradimento. Prima di morire viene a sapere che suo figlio, Gwynplaine, è stato venduto ai comprachicos, una banda di spietati criminali dei bassifondi provenienti da tutte le nazioni, i quali l'hanno sfigurato aprendogli le labbra in modo tale che sembrino contratte in un sorriso eterno.
Dopo essere stato abbandonato dai comprachicos, Gwynplaine salva una bambina la cui madre è appena morta di freddo; in seguito i due vengono adottati da Ursus, un artista ambulante.
Grazie alla sua smorfia artificiale, Gwynplaine diventa un clown famoso ("Gwynplaine, l'Uomo che Ride"); egli è innamorato di Dea, la bambina che aveva salvato e che lavora con lui nel carrozzone di Ursus.
Nel frattempo, il buffone Barkilphedro scopre che Gwynplaine ha origini nobili e vede in lui un modo per entrare nelle grazie della regina Anna, nel frattempo succeduta al padre. L'uomo intesse così una fitta rete di scandali e segreti che porteranno dapprima la Duchessa Josiane, sorella di Anna, a innamorarsi di Gwynplaine, e infine a far tornare quest'ultimo nell'aristocrazia inglese, dove viene addirittura osannato come pari d'Inghilterra.
La nuova vita da nobile frustra decisamente Gwynplaine, il quale, abbandonato da Josiane ed emarginato dai nobili che vedono ancora in lui un clown, rimpiange la vita con Dea e Ursus. Dopo un fallimentare discorso alla Camera dei Lords, l'Uomo che Ride decide così di fuggire e tornare da loro.
A differenza che nel romanzo di Hugo, i due innamorati non muoiono ma riescono a fuggire in Francia.

## Note

Fotogramma del film